# Serielle Analyse der Genexpression
Die serielle Analyse der Genexpression (SAGE, von engl. Serial Analysis of Gene Expression) ist eine effektive Methode zur Identifizierung von cDNAs, durch Sequenzierung sogenannter tags, die mittels des Enzyms Reverse Transkriptase aus mRNA-Molekülen gewonnen wurden. Die Methode wurde 1995 von Victor Velculescu in den Labors von Keneth W. Kinzler und Bert Vogelstein an der Johns Hopkins University entwickelt.
SAGE wurde entwickelt, da die damals vorherrschenden Methoden zur Untersuchung der Genexpression, wie Northern Blot, RT-PCR und EST-Sequenzierung nur die Untersuchung weniger Gene erlaubten. SAGE beruht darauf, dass eine Nucleotidsequenz von 10 bp an einer definierten Stelle der mRNA theoretisch über 1.000.000 (410) Transkripte unterscheidet. Während die ursprüngliche SAGE-Methode lediglich Tags mit 10–14 bp hervorbrachte, entstehen bei der aktuellen Variante SuperSAGE Tags mit einer Länge von 26 bis 28 bp. Dies ermöglicht eine vielfach bessere Zuordnung zu bekannten Gensequenzen, erlaubt das Design von spezifischen Primern z. B. für RACE-PCR und eröffnet neue Analyse-Möglichkeiten, z. B. die gleichzeitige Analyse mehrerer Organismen. Aufgrund der längeren Tags empfiehlt sich SuperSAGE auch zur Analyse von Organismen mit unbekannten Genomen und zur Entdeckung neuer Gene und Transkript-Varianten.
Mit SAGE und seinen Varianten kann das Transkriptom einer Zelle, eines Gewebes oder eines Organs zu einem beliebigen Entwicklungs- oder Krankheitsstadium umfassend analysiert werden.
SAGE und seine Varianten ermöglichen die Analyse einer sehr großen Menge von Genen. Ferner kann die Anzahl der genspezifischen mRNA-Moleküle relativ gut bestimmt werden; SAGE ist also eine quantifizierende Methode. Gegenüber dem Microarray-Verfahren, welches als Closed System nur bekannte und gespottete Gene detektieren kann, bietet SAGE als Open System den Vorteil, dass auch noch unbekannte Gene, oder Gene, von denen nicht erwartet wurde, sie vorzufinden, detektiert und ausgewertet werden können.
Ein Nachteil der Methode sind die, im Vergleich zu Microarrays, hohen Kosten. Dieser Nachteil schmilzt aber durch die sinkenden Kosten der Next Generation Sequencing. Außerdem beschränkt sich der Nachweis auf poly-A-Transkripte und auf cDNAs die durch die gewählten, häufig schneidenden Restriktionsenzyme geschnitten werden.